# قوة الأمم المتحدة المؤقتة في لبنان
قوة الأمم المتحدة المؤقتة في لبنان (بالإنجليزية: United Nations Interim Force in Lebanon) أو ما يعرف بقوات اليونيفيل هي قوات دولية متعددة الجنسيات تابعة للأمم المتحدة لحفظ السلام في جنوب لبنان. تأسست في 19 مارس 1978 بموجب قراري مجلس الأمن التابع للأمم المتحدة 425 و426، وعدة قرارات أخرى بعد الحرب الإسرائيلية على لبنان 2006 لدعم عمليات الجيش اللبناني وتأكيد الانسحاب الإسرائيلي من لبنان، ولضمان استعادة حكومة لبنان لسلطتها الفعلية في المنطقة.
كان لا بد من تعديل التفويض بسبب الغزو الإسرائيلي للبنان في عام 1982 والانسحاب الإسرائيلي من لبنان في عام 2000. وفي أعقاب حرب لبنان عام 2006، عزز مجلس الأمن التابع للأمم المتحدة قوة اليونيفيل وأضاف مهام إضافية إلى التفويض مثل مساعدة النازحين.
يتم تجديد تفويض اليونيفيل سنويًا من قِبل مجلس الأمن؛ وقد تم تمديدها مؤخرًا في 28 أغسطس 2024 مع إقرار مجلس الأمن التابع للأمم المتحدة للقرار 2749. تتألف القوة من 10,000 جندي حفظ سلام من 46 دولة، مكلفين بمساعدة الجيش اللبناني. تتم الموافقة على تمويلها على أساس سنوي من قبل الجمعية العامة. كانت ميزانيتها 474 مليون دولار للفترة من يوليو 2018 إلى يونيو 2019.

## التفويض
وفقاً للتفويض الذي ينص عليه قرار مجلس الأمن التابع للأمم المتحدة رقم 425 و426 في عام 1978، فإن قوات اليونيفيل مكلفة بالأهداف التالية:

- تأكيد انسحاب القوات الإسرائيلية من جنوب لبنان.
- استعادة السلام والأمن الدوليين.
- مساعدة حكومة لبنان في ضمان عودة سلطتها الفعلية في المنطقة.

علاوة على ذلك، أكدت قرارات أخرى صادرة عن مجلس الأمن على تفويض البعثة ووسعت نطاقها، بما في ذلك:

- 31 يناير 2006: قرار مجلس الأمن رقم 1655.
- 31 يوليو 2006: قرار مجلس الأمن رقم 1697.
- 11 أغسطس 2006: قرار مجلس الأمن رقم 1701.

وبموجب قرار مجلس الأمن رقم 1701، تم توسيع تفويض اليونيفيل، مما منحها واجبات جديدة:

- رصد وقف الأعمال العدائية.
- مرافقة ودعم القوات المسلحة اللبنانية خلال انتشارها في جميع أنحاء جنوب لبنان، بما في ذلك على طول الخط الأزرق، بينما تسحب اسرائيل قواتها المسلحة من لبنان.
- تنسيق الأنشطة المشار اليها في الفقرة السابقة (أعلاه) مع حكومة لبنان وحكومة اسرائيل.
- تقديم مساعدتها للمساعدة على ضمان وصول المساعدات الإنسانية إلى السكان المدنيين والعودة الطوعية والآمنة للنازحين.
- مساعدة القوات المسلحة اللبنانية في اتخاذ خطوات ترمي إلى إنشاء منطقة بين الخط الأزرق ونهر الليطاني خالية من أي عناصر مسلّحة، موجودات وأسلحة غير تلك التابعة لحكومة لبنان وقوة اليونيفيل المنتشرة في هذه المنطقة.
- مساعدة حكومة لبنان، بناء على طلبها، في تأمين حدودها وغيرها من نقاط الدخول لمنع دخول الأسلحة أو الأعتدة ذات الصلة إلى لبنان دون موافقته.

## الخسائر
| البلد           | عدد القتلي |
| --------------- | ---------- |
| بنغلاديش        | 1          |
| بلجيكا          | 4          |
| كندا            | 1          |
| الصين           | 1          |
| الدنمارك        | 1          |
| إلسالفادور      | 1          |
| فيجي            | 36         |
| فنلندا          | 11         |
| فرنسا           | 39         |
| غانا            | 38         |
| الهند           | 6          |
| إندونيسيا       | 3          |
| إيران           | 1          |
| جمهورية أيرلندا | 48         |
| إيطاليا         | 7          |
| لبنان           | 11         |
| ماليزيا         | 4          |
| نيبال           | 31         |
| هولندا          | 9          |
| نيجيريا         | 10         |
| النرويج         | 21         |
| الفلبين         | 1          |
| بولندا          | 8          |
| السنغال         | 16         |
| إسبانيا         | 16         |
| سريلانكا        | 1          |
| السويد          | 7          |
| تركيا           | 1          |
| المملكة المتحدة | 4          |

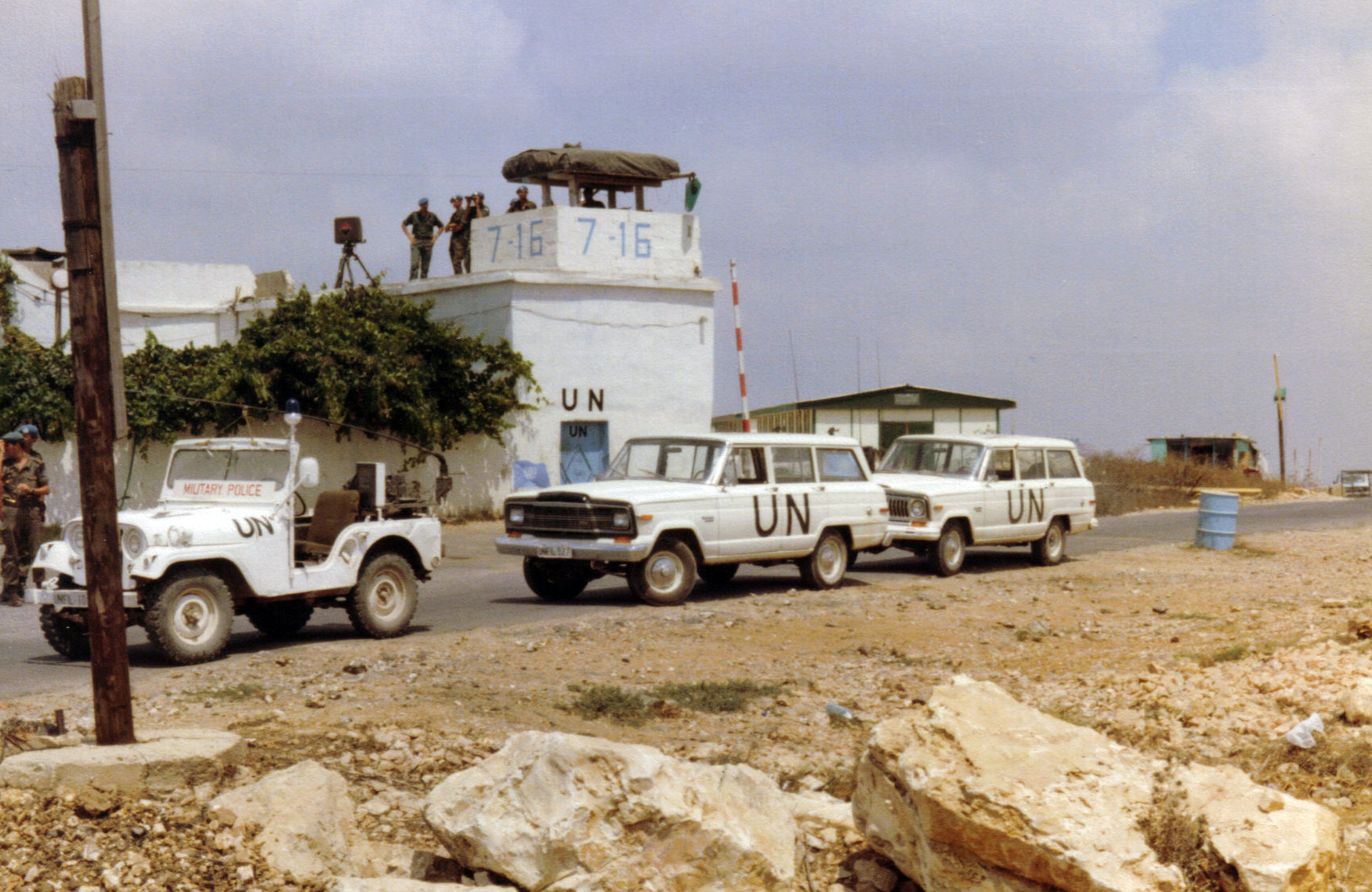
قاعدة لليونيفيل هولندية، عام 1981م.
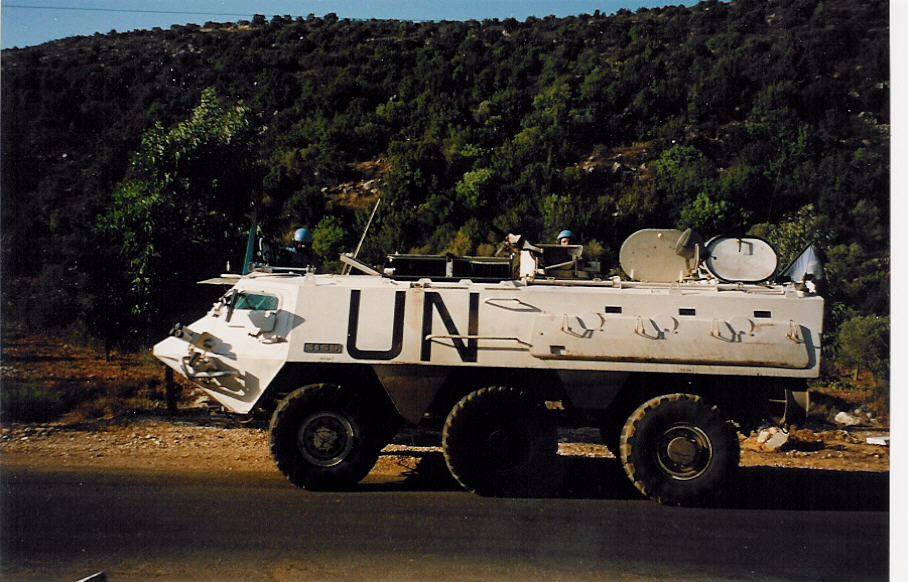
ناقلة جند مدرعة فنلندية طراز باتريا باسي تابعة لليونيفيل في لبنان.
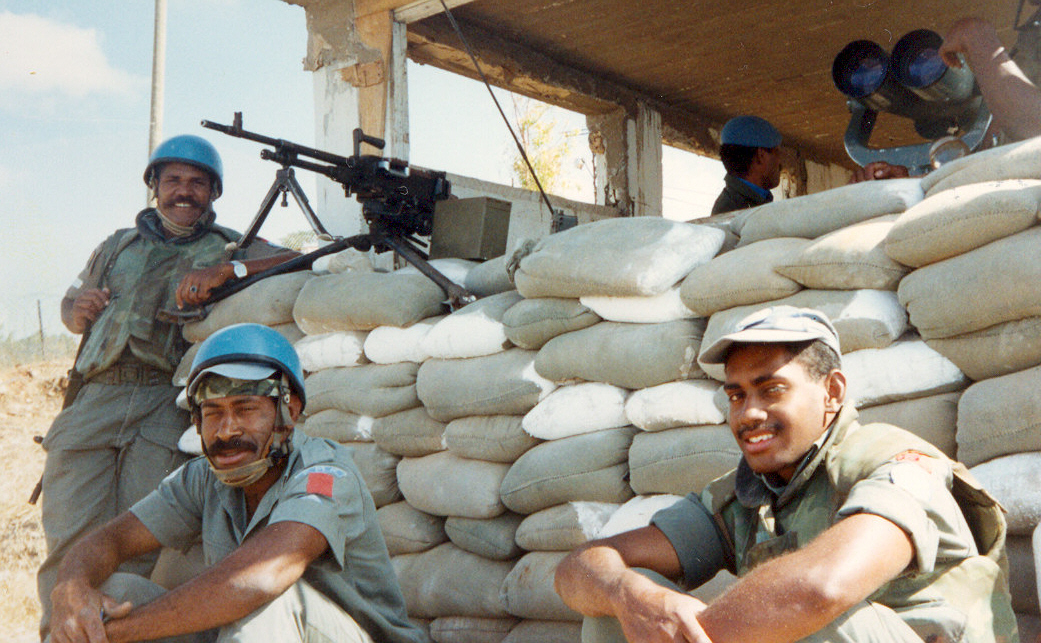
جنود من دولة فيجي في مركز عمليات اليونيفيل.
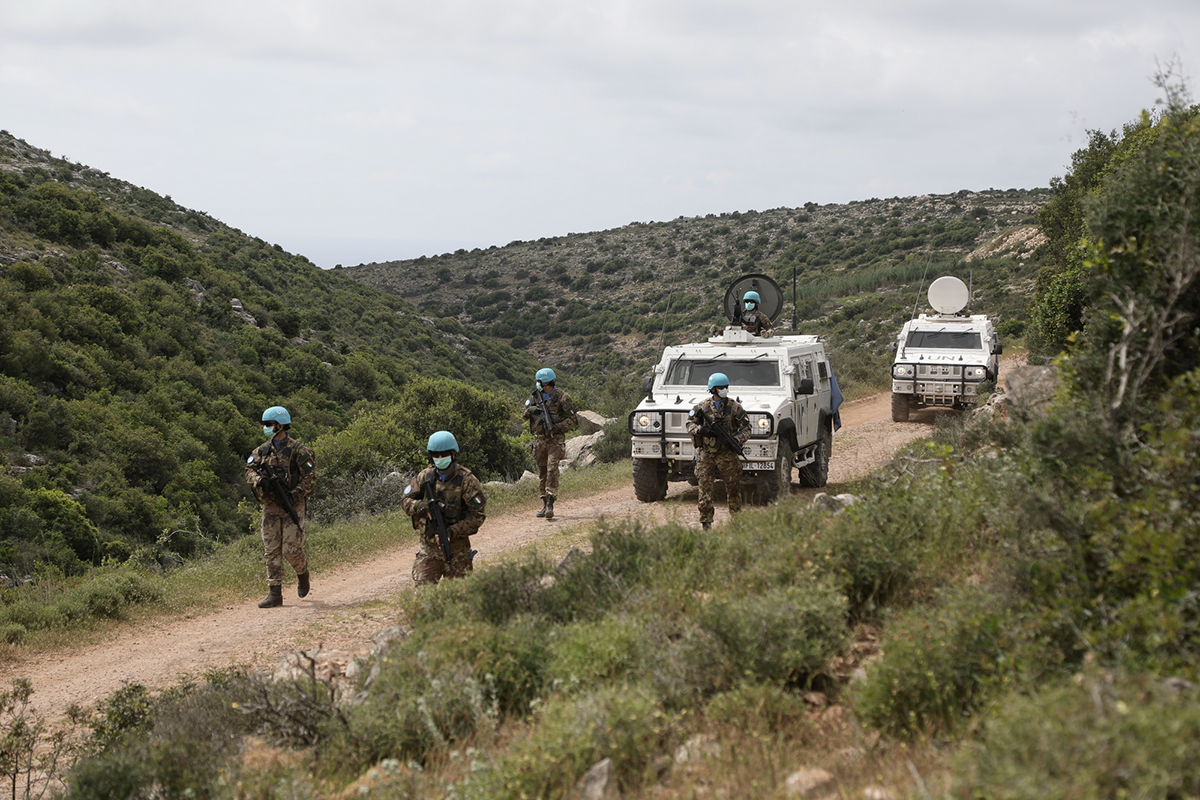
فرقة من لواء "جراناتيري دي سردينيا" الآلي التابع للجيش الإيطالي تقوم بدوريات على طول الخط الأزرق (لبنان) أثناء جائحة كوفيد-19.
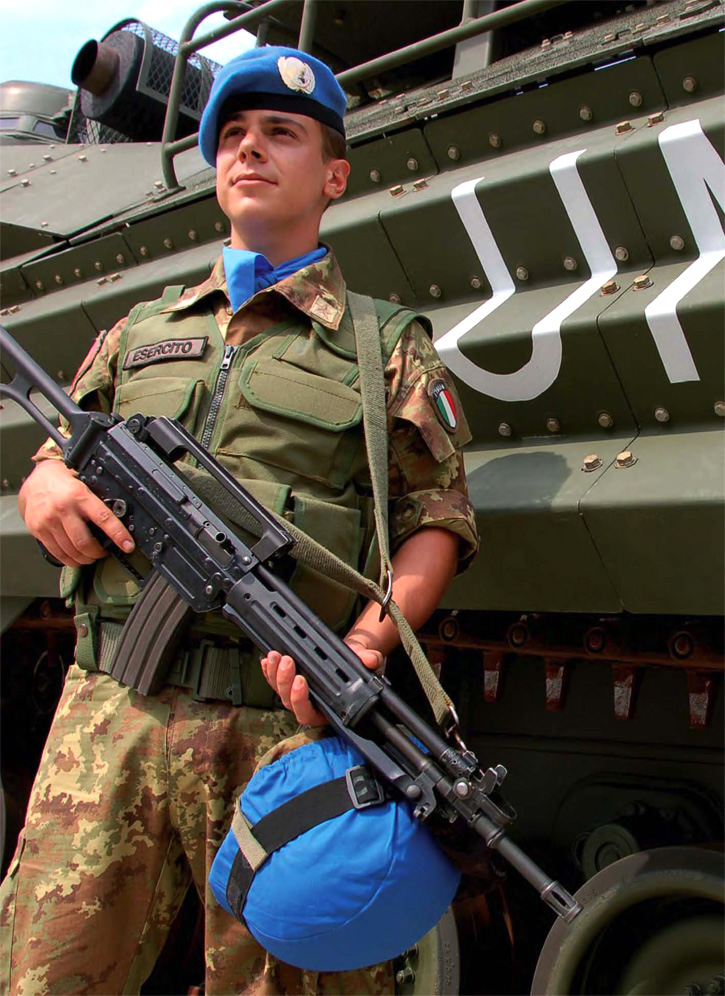
جندي من الجيش الإيطالي يقف حارسًا أثناء مهمة اليونيفيل في لبنان.

## وصلات خارجية
- الموقع الرسمي لليونيفيل (بالعربية)